# Fascismo na América do Sul
O fascismo na América do Sul é uma variedade de partidos políticos e movimentos inspirados no fascismo. Embora originária e principalmente associada à Europa, a ideologia cruzou o Oceano Atlântico entre as guerras mundiais e teve influência na política sul-americana. O fascismo italiano original teve um profundo impacto na região. Embora as idéias do falangismo provavelmente tenham tido o impacto mais profundo na  América do Sul, em grande parte devido à hispanidade, o fascismo mais genérico também foi um fator importante na política regional.

## História
O fascismo italiano original teve profundo impacto na região: em 1934, pelo menos seis partidos políticos na América Latina foram baseados em da Itália Partido Fascista Nacional, o corporativismo fascista serviu de modelo para políticas econômicas; vários governantes, como os primeiros ditadores argentinos da Década Infame e Getúlio Vargas no início da Era Vargas, foram inspirados por Benito Mussolini e seus métodos; e o regime fascista italiano teve um papel ativo na divulgação da propaganda fascista, também por meio de imigrantes italianos no continente.

## Argentina
Durante a década de 1920, o ex-socialista Leopoldo Lugones tornou-se um defensor do fascismo e a partir dessa base cresceu um círculo de intelectuais pró-fascistas. Entre eles Juan Carulla, Ernesto Palacio, Manuel Gálvez, Carlos Ibarguren, Roberto de Laferrere, Mario Amadeo e os irmãos Rodolfo e Julio Irazusta, reuniram-se em torno do jornal La Nueva Republica e expressaram ideias que lembram as de Charles Maurras. Eles se agruparam sob o nome de ADUNA (Afirmación de Una Nueva Argentina), embora esta fosse uma aliança frouxa que lutava por apoio fora dos elementos intelectuais da sociedade. No entanto, trabalharam em estreita colaboração com o regime de José Félix Uriburu, que inicialmente tentou introduzir o corporativismo inspirado em Benito Mussolini antes de dar lugar à Década Infame.
Este grupo, no entanto, apesar de expressar abertamente seu entusiasmo pelo fascismo, manteve ligações com os elementos políticos conservadores estabelecidos com o fascismo organizado sendo liderado pelo escritor tomista Nimio de Anquín, cuja União Nacional Fascista foi ativa em várias formas desde o final dos anos 1920 até 1939. Seu colega tomista Julio Meinvielle também apoiou ativamente o fascismo e destilou muito do anti-semitismo do nazismo. Ele se tornou a força teológica por trás do militante Movimento Nacionalista Tacuara.

## Bolívia
Os governos de David Toro e Germán Busch estavam vagamente comprometidos com o corporativismo, o ultranacionalismo e o sindicalismo nacional, mas sofriam de falta de coerência em suas idéias. As idéias foram assumidas pelo Movimento Nacionalista Revolucionário (MNR), que foi aberto sobre sua dívida ideológica com o fascismo e que se juntou aos militares em um governo pró-poderes do Eixo sob Gualberto Villarroel em 1943. Após a guerra, o MNR se afastou amplamente de suas raízes fascistas e quando Víctor Paz Estenssoro chegou ao poder como líder do MNR em um golpe de 1952, todos os vestígios de fascismo foram abandonados.
De uma postura inicialmente mais oposicionista, a Falange Socialista Boliviana de Óscar Únzaga foi um grupo importante na década de 1930 que inicialmente buscou usar as ideias de José Antonio Primo de Rivera na Bolívia, mas, como o MNR, com o tempo, enfraqueceu suas ligações com fascismo.

## Brasil
O fascismo apareceu pela primeira vez no Brasil em 1922 com a fundação da Legião do Cruzeiro do Sul e dentro de dez anos isso foi seguido pela Legião de Outubro, o Partido Nacional Sindicalista, o Partido Fascista Nacional, a Legião Cearense do Trabalho, o Partido Nacionalista de São Paulo, o Partido Nacional Regenerador e o Partido Socialista Brasileiro, todos grupos menores que defendiam alguma forma de fascismo No entanto, um dos movimentos fascistas mais importantes no continente foi o integralismo brasileiro, que compartilhou uma herança com o fascismo italiano como bem como Integralismo Lusitano. Em seu auge, a Ação Integralista Brasileira, liderada por Plínio Salgado, reivindicou até 200.000 membros, embora após tentativas de golpe tenha enfrentado uma repressão do Estado Novo de Getúlio Vargas em 1937. Como o Estado Novo português que o influenciou, o regime de Vargas emprestou do fascismo sem endossá-lo totalmente e, no final, reprimiu aqueles que defendiam o fascismo total.
Também existiram organizações fascistas italianas e alemãs atuando por meio de ambas as comunidades, notadamente nas regiões Sudeste e Sul, onde está localizada a maioria da população com essas origens, entre os anos 1920 e o fim da guerra. Para os italianos, tanto os imigrantes como seus descendentes foram aceitos, como na instituição "Fascio di Sao Paolo", uma das principais organizações do fascismo italiano no Brasil.
O Fascio di Sao Paolo foi formado em março de 1923, aproximadamente 6 meses após os fascistas tomarem o poder na Itália, com grande sucesso entre os italianos da cidade, o que foi confirmado pela rápida disseminação para outras cidades e comunidades italianas.  Em novembro de 1931, um braço da Opera Nazionale Dopolavoro, que existia na Itália desde 1925, foi fundado em São Paulo, e colocado sob o controle do Fascio di São Paulo, responsável por difundir a doutrina fascista entre as classes populares.  Outra instituição importante na época era o Circolo Italiano di Sao Paolo, formado em 1910 e continuando até hoje, que tinha como objetivo preservar e divulgar a cultura italiana para os ítalo-brasileiros e brasileiros em geral. Em meados da década de 1920, a doutrina fascista começou a se infiltrar nessa comunidade, por influência do veterano da Marcha sobre Roma, Serafino Mazzolini, cônsul italiano no Brasil.
As três instituições italianas mencionadas, e várias outras, junto com seus membros, foram espionadas, perseguidas e às vezes até fechadas (e alguns membros presos; um deles, Cesar Rivelli, foi expulso do país) pelo regime do Estado Novo sob a alegação de "conspiração contra o Estado brasileiro" por ordem do governo fascista na Itália. Após a declaração de guerra do Brasil às potências do Eixo em 1942, por exemplo, o tradicional colégio Dante Alighieri de São Paulo, naquela época particularmente frequentado por alunos de origem italiana, teve que mudar seu nome para "Colégio Visconde de São Leopoldo", voltando ao nome formal somente após o fim da guerra.

## Chile
Sob a direção de Carlos Keller e Jorge González von Marées, o Movimento Nacional Socialista do Chile assumiu posições semelhantes às de Adolf Hitler após sua formação em 1932, embora criticando fortemente seus princípios raciais. Posteriormente, adotando uma versão mais doméstica do fascismo, ele tentou um golpe em 1938 e desapareceu após o fracasso da tentativa, adotando o nome de Vanguardia Popular Socialista antes de se dissolver em 1941. Em 1940, alguns ex-membros fundaram o corporativista Movimiento Nacionalista de Chile e membros deste último grupo foram fundamentais na fundação da Pátria e da Liberdade em 1970.

## Colômbia
Foram alegadas ligações entre a Alemanha nazista e o jornal de Laureano Gómez, El Siglo, durante as décadas de 1930 e 1940, embora a Colômbia geralmente tenha tido pouca atividade fascista em sua história fora da comunidade alemã.

## Equador
Embora a Alianza Revolucionaria Nacionalista Ecuatoriana (ARNE) tenha sido fundada em 1948, ela ainda buscava inspiração no fascismo. O grupo não teve grande impacto, pois foi contido pelo populismo de José María Velasco Ibarra. Frequentemente participando de reuniões e comícios de trabalhadores em um esforço para provocar violência contra grupos de esquerda, o ARNE era pouco mais que uma ala do Partido Conservador, um dos dois principais grupos políticos do país.

## Ilhas Malvinas
Embora as Ilhas Malvinas nunca tenham tido um movimento fascista, seu status como território ultramarino britânico significava que era usado para abrigar alguns membros da União Britânica de Fascistas detidos sob o Regulamento de Defesa 18B durante a Segunda Guerra Mundial. O mais conhecido deles foi Jeffrey Hamm, que foi internado no casco de um navio no porto de Stanley.
A situação das Malvinas também foi uma questão importante para a facção ADUNA na Argentina, notadamente os irmãos Irazusta, que escreveram extensivamente sobre seu desejo de devolver as ilhas à soberania argentina.

## Paraguai
O movimento febrerista, ativo durante a década de 1930, demonstrou algum apoio ao fascismo ao buscar uma mudança revolucionária, endossando o nacionalismo forte e procurando, pelo menos em parte, introduzir o corporativismo. No entanto, seu governo revolucionário liderado por Rafael Franco provou ser decididamente não radical durante seu breve mandato e os febreristas desde então se reagruparam como o Partido Febrerista Revolucionário, um partido socialista sem conexão com o fascismo.

## Peru
A Unión Revolucionaria Peruana foi inicialmente fundada por Luis Miguel Sánchez Cerro em 1931 como o partido estadual de sua ditadura. No entanto, após seu assassinato em 1933, o grupo ficou sob a liderança de Raúl Ferrero Rebagliati, que buscou mobilizar o apoio das massas e até mesmo criar um movimento de camisa preta em imitação do modelo italiano. Uma grande derrota nas eleições de 1944 abalou a confiança e o movimento enfraqueceu.
Após o colapso do movimento de Reblagiati, a principal saída para o fascismo se tornou a Irmandade Fascista Peruana, formada pelo ex-primeiro-ministro José de la Riva-Agüero y Osma. O grupo inicialmente aproveitou de algum prestígio, embora tenha desaparecido em segundo plano depois que o Peru entrou na Segunda Guerra Mundial ao lado dos Aliados, enquanto a credibilidade do grupo foi prejudicada por seu líder se tornar cada vez mais excêntrico em seu comportamento pessoal.
O Alianza Popular Revolucionaria Americana (APRA) foi originalmente um partido nacionalista de esquerda fundado em 1924. Durante a década de 1930, desenvolveu certas semelhanças com o fascismo, como a convocação de uma nova comunidade nacional e a fundação de uma pequena ala paramilitar, mas logo mudou de curso e emergiu como um partido social-democrata dominante.

## Uruguai
O acadêmico Hugo Fernández Artucio escreveu o livro Nazis in Uruguay em 1940 e fez campanha contra a atividade da quinta coluna alemã no país durante a guerra. Isso incluiu uma conspiração para tomar o Uruguai como uma colônia alemã, que viu 12 pessoas presas por conspiração e a proibição do Partido Nazista dentro da comunidade alemã do país. No entanto, houve pouca ou nenhuma atividade fascista doméstica no Uruguai.